# Горносълненска чешма
Горносълненската чешма е възрожденска чешма в скопското село Горно Сълне, Северна Македония.
Чешмата се намира в западния дял на селото и не работи. В нея има вградена мраморна стела с релеф и латински надпис. Недалеко от чешмата, в двора на селската църква „Свети Никола“, има профилирани мраморни блокове.